# Mumia (film 1932)
Mumia (ang. The Mummy) – amerykański horror z 1932 roku w reżyserii Karla Freunda.

## Opis fabuły
Akcja początku filmu rozgrywa się w 1921 roku. Ekipa brytyjskich archeologów pod przewodnictwem sir Josepha Whemple'a prowadzi wykopaliska na terenie Egiptu. Odkrywa mumię Imhotepa liczącą blisko 3700 lat. Jeden z naukowców odczytuje na głos znaleziony zwój zawierający starożytne zaklęcie. Wówczas mumia ożywa. Po wielu latach sir Joseph wraz z synem ponownie przybywa na miejsce. Tymczasem ożywiony Imhotep, podający się za Egipcjanina Ardatha Baya pragnie wykorzystać ich do własnych celów. Chce przywrócić do życia swoją zmarłą ukochaną – księżniczkę Ankh-es-en-Amon. Potrzebuje jednak do tego ciała przyjaciółki profesora – Helen Grosvenor.

## Obsada
- Boris Karloff – Ardath Bey / Imhotep
- Zita Johann –
  - Helen Grosvenor,
  - księżniczka Ankh-es-en-Amon
- David Manners – Frank Whemple
- Arthur Byron – sir Joseph Whemple
- Edward Van Sloan – dr Muller
- Bramwell Fletcher – Ralph Norton
- Noble Johnson – Nubijczyk
- Kathryn Byron – Frau Muller
- Leonard Mudie – profesor Pearson
- James Crane – faraon

## Odniesienia w kulturze popularnej
- W odcinku piątym serialu Eerie, Indiana młodszy brat Simona ogląda niniejszy film. W wyniku działania sił nadprzyrodzonych zamienia się z Mumią miejscami. On grasuje w filmie i niszczy plan filmowy. Tymczasem we współczesnym świecie znalazł się Boris Karloff. Jego rolę zagrał Tony Jay.